# WASP-5
WASP-5 är en ensam stjärna i den norra delen av stjärnbilden Fenix. Den har en skenbar magnitud av ca 12,26 och kräver ett teleskop för att kunna observeras. Baserat på parallax enligt Gaia Data Release 2 på ca 3,2 mas, beräknas den befinna sig på ett avstånd på ca 1 020 ljusår (ca 312 parsek) från solen. Den rör sig bort från solen med en heliocentrisk radialhastighet på ca 20 km/s.

## Egenskaper
WASP-5 är en gul till vit stjärna i huvudserien av spektralklass G4 V. Den har en massa som är ca 1,02 solmassor, en radie som är ca 1,08 solradier och har en effektiv temperatur av ca 5 900 K. Stjärnan har en snabb rotation driven av tidvatteneffekt från en jätteplanet i en snäv omloppsbana.

## Planetsystem
År 2007 upptäcktes exoplaneten WASP-5b som kretsar kring stjärnan av projektet SuperWASP.
| Planet | Massa            | Halv storaxel (AE) | Siderisk omloppstid (d) | Excentricitet | Inklination | Radie |
| ------ | ---------------- | ------------------ | ----------------------- | ------------- | ----------- | ----- |
| b      | 1,637 ± 0,082 MJ | 0,02729 ± 0,00056  | 1,6284246 ± 0,0000013   | 0             | -           | -     |